# Jagdschloss Wabern

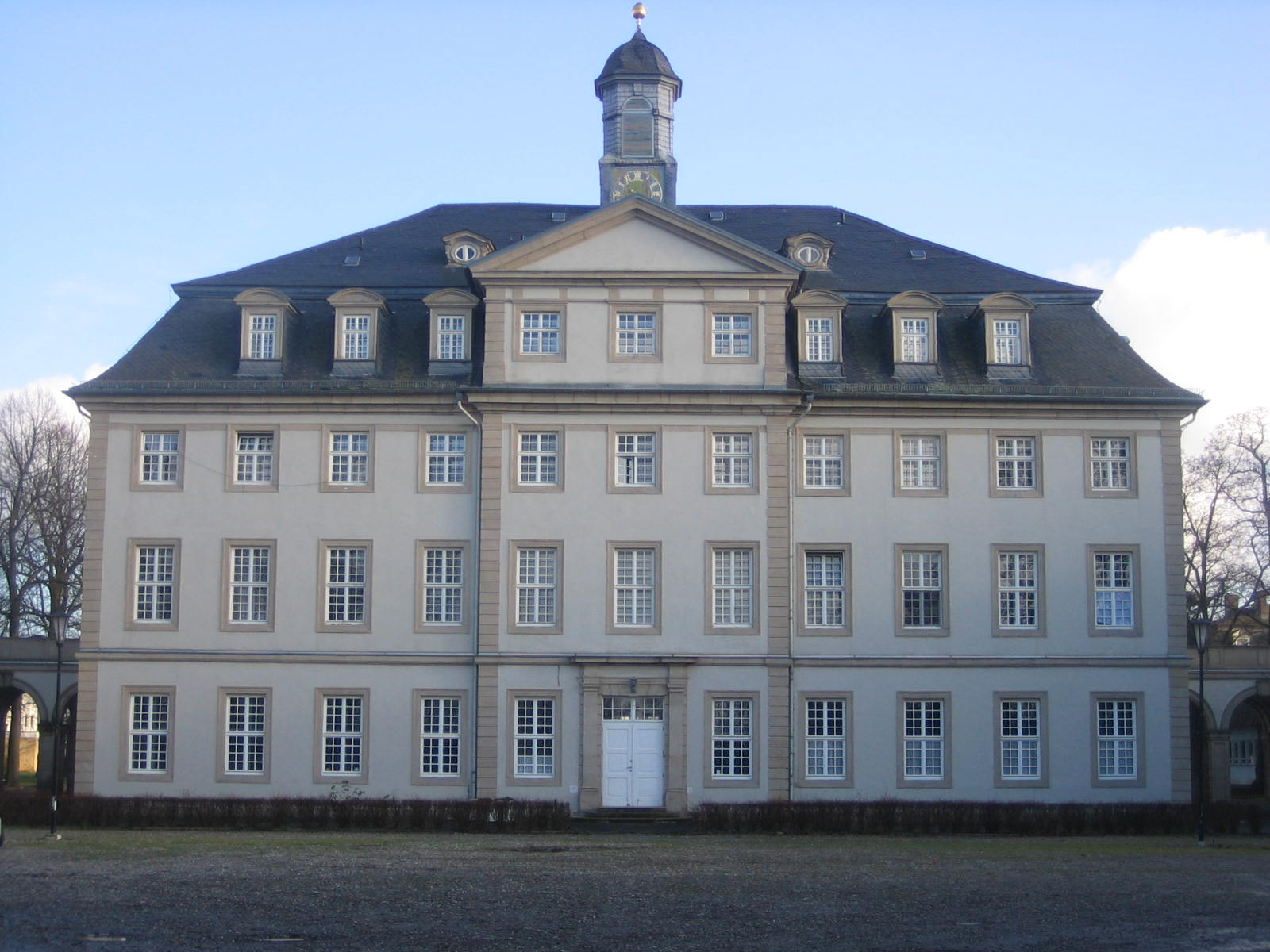
Jagdschloss Wabern, Westansicht des Hauptgebäudes

Das ehemalige Jagdschloss Wabern, auch Schloss Karlshof nach seinem Gründer benannt, befindet sich am nordwestlichen Ortsrand von Wabern im Schwalm-Eder-Kreis in Nordhessen.

## Geschichte

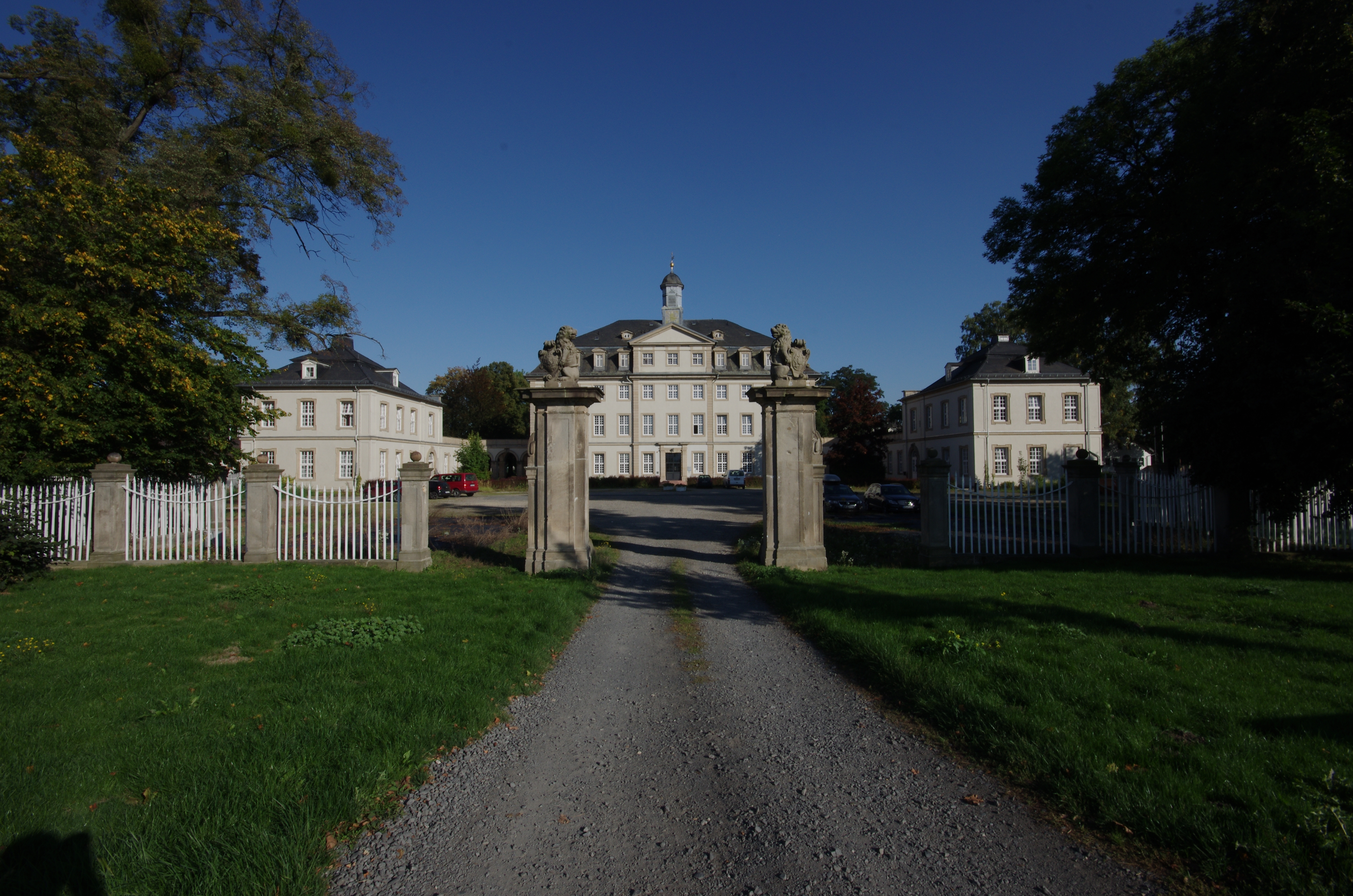
Gesamtansicht mit Seitenflügeln, von Westen

Der dreigeschossige barocke Hauptbau des Jagdschlosses wurde von 1704 bis 1707 nach Entwürfen des Hofbaumeisters Johann Konrad Giesler von Landgraf Karl von Hessen-Kassel für seine Gattin Maria Anna Amalia von Kurland in der weiten Ebene zwischen den Flüssen Eder und Schwalm errichtet. Der sumpfige Untergrund am Rande der Ederaue wurde für den Bau trockengelegt und mit eingeschlagenen Pfählen unterbaut. An der Parkseite entstand ein Mittelrisalit, der durch einen Balkon abgeschlossen wurde. Dieser wurde verziert mit Medaillons mit Reliefköpfen des Landgrafen und seiner Gemahlin. Die durch Galerien mit dem Hauptbau verbundenen Seitengebäude ließ Landgraf Friedrich II. um 1770 durch den Baumeister Simon Louis du Ry errichten, womit die Erweiterung der nunmehr hufeisenförmigen Anlage abgeschlossen war.
Der Philosoph Voltaire war am 27.–29. Mai 1753, als er bei König Friedrich II. in Potsdam in Ungnade gefallen war und nach Frankreich zurückreiste, Gast des Landgrafen Wilhelm VIII. und dessen Sohn Friedrich in Wabern. Knigge besuchte das Schloss am 14. Januar 1770. Am 16. September 1779 reiste Goethe von Kassel nach Wabern.
Nach dem Tod des Landgrafen Friedrich II. 1785 wurde das Schloss längere Zeit nicht mehr genutzt und verfiel. Erst Kurfürst Wilhelm II. setzte Schloss und Park in den 1820er Jahren wieder instand und stattete es mit 500 Ölgemälden und 1200 Kupferstichen aus. Die Sammlung bestand größtenteils aus Werken der Malerfamilie Tischbein. Zu den Motiven gehörten Darstellungen des Schlosses aus seiner Glanzzeit, Porträts seiner Eigentümer, Szenen der Reiherjagd und Abbildungen von besonders wertvollen Falken. Wichtige Teile der Sammlung befinden sich heute im Fuldaer Schloss Fasanerie. Insbesondere die Bilder der Reiherjagd sind Glanzpunkte der Sammlung in Fulda. Die wandgroßen barocken Gemälde der Reiherbeize wurden von Johann Heinrich Tischbein dem Älteren (1722–1789) geschaffen.

## Park

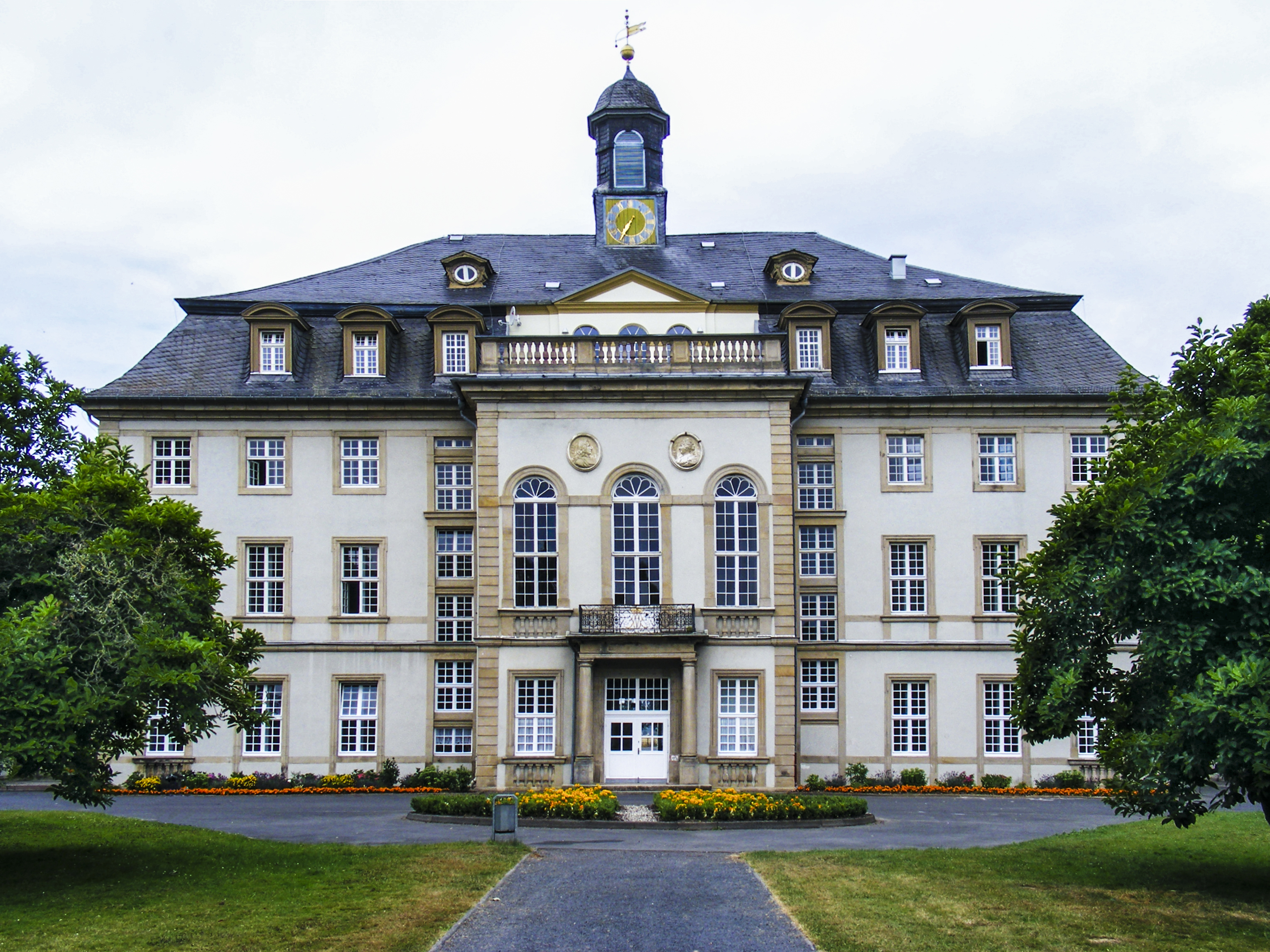
Jagdschloss Wabern, Ostansicht des Hauptgebäudes

Im angeschlossenen Park befindet sich der ehemalige Marstall. Er stammt aus dem 18. Jahrhundert. 2007 wurde er zum Schulgebäude umgebaut, ebenso das frühere Direktorenwohnhaus. Der Park wurde mit einheimischen und fremden Gewächsen angelegt, ist jedoch heute nicht mehr in seiner ursprünglichen Gestalt erhalten.

## Reiherjagd im Reiherwald
Unter Landgraf Friedrich II. wurden glänzende Rokoko-Feste gefeiert. Friedrich unterhielt in Wabern eine Falknerei. Jedes Jahr im Juni hielt er ein Hoflager in Wabern ab, bei dem er seiner Jagdleidenschaft nachging. Beliebtestes Jagdvergnügen war die Jagd auf Reiher im nahen „Reiherwald“ an der Schwalm, wo sich zahlreiche Reiherhorste befanden und eine große Kolonie der Vögel lebte. Für die Beizjagd mit Falken wurden sämtliche Bedienstete aus der Falknerei von Waldau nahe Kassel nach Wabern verlegt.

## Fasanenhege und -jagd
Zum Jagdschloss gehörte auch der etwa 3,5 km nördlich gelegene „Fasanenhof“ am Südrand des Obersten Holzes, ein auf die Aufzucht und Hege von Fasanen für das Jagdvergnügen landgräflicher Gäste in Wabern spezialisiertes Gut.

## Heutige Nutzung
Mit der Annexion des Kurfürstentums Hessen durch Preußen im Jahre 1866 wurde auch Wabern preußischer Besitz, wobei die Frage nach der zukünftigen Nutzung des Schlosses zunächst ungeklärt war. Im Deutsch-Französischen Krieg von 1870/71 leitete Elisabeth Deichmann-Schaaffhausen einige Monate lang ein Lazarett im Schloss.
In den Jahren 1885 bis 1886 richtete der preußische Staat in dem nunmehr „Karlshof“ unbenannten Gebäudekomplex eine „Zwangserziehungsanstalt für männliche Zöglinge“ ein. 1927 übernahm der Kommunalverband in Kassel die Anstalt. 1953 wurde der Landeswohlfahrtsverband Unterhaltsträger, und das ehemalige Schloss hieß nunmehr „Landesjugendheim Karlshof“.
Heute wird das Schloss von der „Vitos Kurhessen gGmbH“ (vorher: Zentrum für Soziale Psychiatrie) in Merxhausen als Standort der „Station 4“ und einer Ambulanz der Kinder- und Jugendpsychiatrie in Kassel genutzt. „Vitos Kalmenhof gGmbH“ in Idstein nutzt eine Etage und den Nordflügel für die stationäre Jugendhilfe. Der frühere Marstall und das Direktorenwohnhaus im Park gehören nun zur Schlossbergschule, einer Sonderschule für Erziehungshilfe und Kranke. Die bisherigen Ausbildungswerkstätten für Jugendliche wurden am 1. Juli 2012 geschlossen. Die Vitos-Gesellschaften und die Schlossbergschule gehören zum Landeswohlfahrtsverband Hessen.
In seinem 2010 erschienenen Kriminalroman Schmuddelkinder verarbeitet der Kasseler Schriftsteller Matthias P. Gibert seine Erfahrungen als Heimkind im Karlshof.